# Liste der Biografien/Krac
Liste der Biografien |
Portal Biografien |
Personensuche
# |
A |
B |
C |
D |
E |
F |
G |
H |
I |
J |
K |
L |
M |
N |
O |
P |
Q |
R |
S |
T |
U |
V |
W |
X |
Y |
Z |
?
 
Ka |
Kb |
Kc |
Kd |
Ke |
Kf |
Kg |
Kh |
Ki |
Kj |
Kl |
Km |
Kn |
Ko |
Kp |
Kr |
Ks |
Kt |
Ku |
Kv |
Kw |
Ky |
Kx |
Kz
 
Kra |
Krb |
Krc |
Kre |
Krg |
Krh |
Kri |
Krj |
Krk |
Krl |
Krm |
Krn |
Kro |
Krp |
Krs |
Krt |
Kru |
Kry |
Krz
 
Kraa |
Krab |
Krac |
Krad |
Krae |
Kraf |
Krag |
Krah |
Krai |
Kraj |
Krak |
Kral |
Kram |
Kran |
Krap |
Krar |
Kras |
Krat |
Krau |
Krav |
Kraw |
Krax |
Kray |
Kraz
Die Liste der Biografien führt alle Personen auf, die in der deutschsprachigen Wikipedia einen Artikel haben. Dieses ist eine Teilliste mit 76 Einträgen von Personen, deren Namen mit den Buchstaben „Krac“ beginnt.

## Krac

### Kraca
- Kracauer, Isidor (1852–1923), deutscher Historiker
- Kracauer, Siegfried (1889–1966), deutscher Architekt, Journalist und Filmsoziologe

### Krach
- Krach, Joseph (1844–1907), deutscher Politiker und Mitglied in der Bayerischen Abgeordnetenkammer
- Krach, Lorenz († 1805), Burgkommandant in Eichstätt
- Krach, Pilocka, deutsche DJ und Musikproduzentin
- Krach, Steffen (* 1979), deutscher Politiker (SPD) und politischer Beamter
- Krach, Wolfgang (* 1963), deutscher Journalist
- Kracher, Alois (1959–2007), österreichischer Winzer und Chemiker
- Kracher, Ferdinand (1846–1916), österreichischer Theaterschauspieler und Dramatiker
- Kracher, Marianne (* 1871), österreichische Opernsängerin
- Krachmalewa, Sofia Andrejewna (* 2000), russische Handballspielerin
- Kracht, August (1906–1987), deutscher Journalist, Schriftsteller und Heimatforscher
- Kracht, Christian (1921–2011), deutscher Journalist und Verlagsmanager
- Kracht, Christian (* 1966), Schweizer Schriftsteller und JournalistChristian Kracht (* 1966)

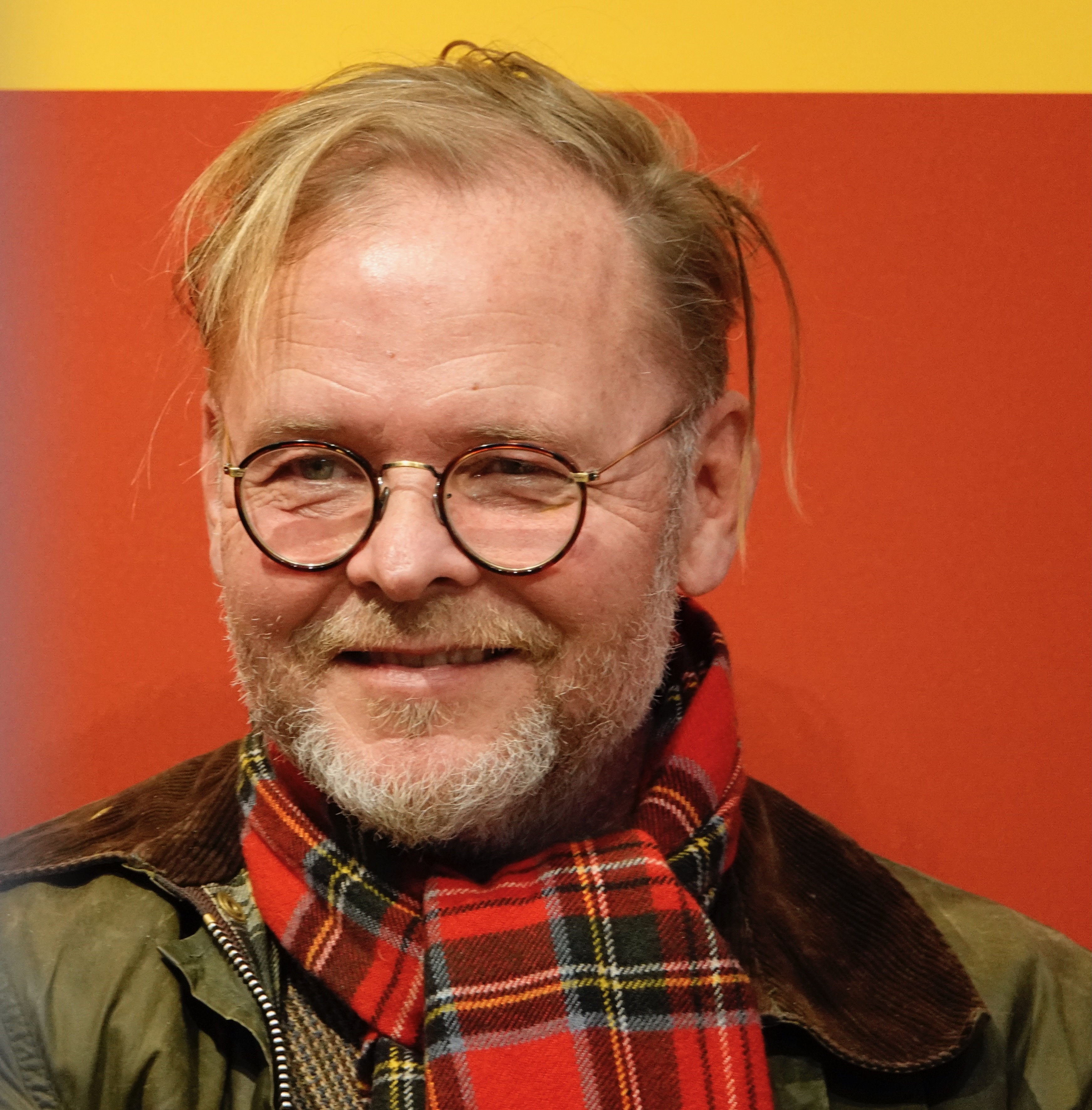
Christian Kracht (* 1966)

- Kracht, Dietmar (1941–1976), deutscher Schauspieler
- Kracht, Egon (* 1966), niederländischer Jazzmusiker (Kontrabass, Komposition)
- Kracht, Ernst (1890–1983), deutscher SS-Sturmbannführer, Landrat, Oberbürgermeister und Chef der Staatskanzlei in Schleswig-Holstein
- Kracht, Felix (1912–2002), deutscher Ingenieur
- Kracht, Friedrich (1925–2007), deutscher Maler und Grafiker
- Kracht, Friedrich von (1844–1933), preußischer Generalleutnant
- Kracht, Hans-Joachim (* 1940), deutscher Theologe, Historiker und Journalist
- Kracht, Harald (1927–2018), deutscher Pädagoge und Gründer sowie langjähriger Vorsitzender der DLRG-Jugend
- Kracht, Hartmut (* 1957), deutscher Jazzmusiker
- Kracht, Heinze von, erster brandenburgischer Kanzler unter den Hohenzollern
- Kracht, Hermann (1929–2011), deutscher Bildhauer
- Kracht, Hildebrand von (1573–1638), brandenburgischer Militär
- Kracht, Horst (1930–2017), deutscher Fußballtrainer
- Kracht, Hugo (1870–1953), deutscher Lehrer, Autor von Wanderliteratur und Mitbegründer des Deutschen Jugendherbergswerks
- Kracht, Jörg (* 1963), deutscher Fernschachspieler und -funktionär
- Kracht, Karl Friedrich Erdmann von (1776–1856), preußischer Generalleutnant
- Kracht, Klaus (* 1948), deutscher Japanologe
- Kracht, Konstantin Fjodorowitsch (1868–1919), russischer Bildhauer
- Kracht, Louis (1865–1928), deutscher Kommunalpolitiker in Berlin
- Kracht, Marion (* 1962), deutsche SchauspielerinMarion Kracht (* 1962)

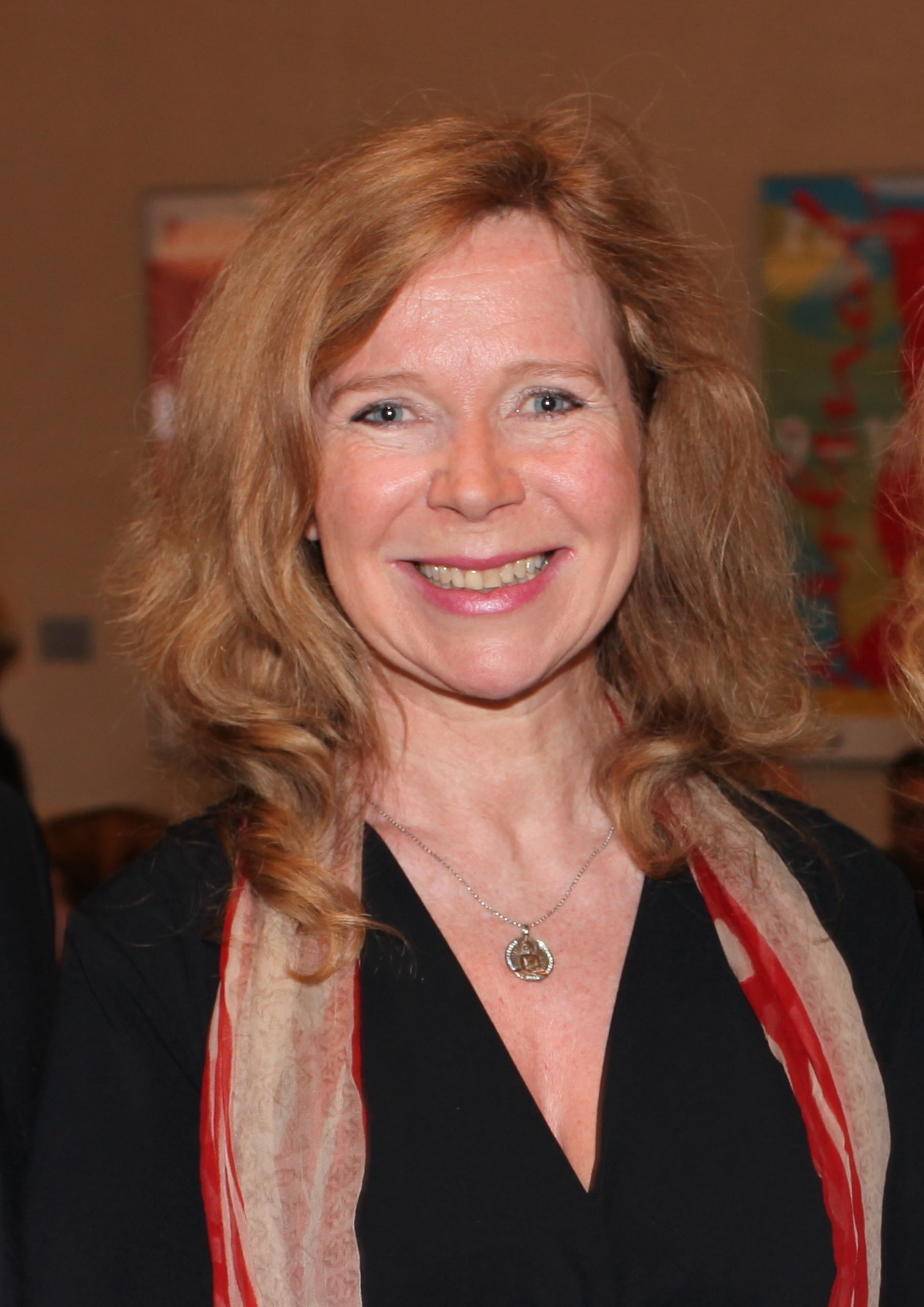
Marion Kracht (* 1962)

- Kracht, Nicolai (* 1989), deutscher Volleyballspieler
- Kracht, Olaf (* 1963), deutscher Fernsehmoderator
- Kracht, Paul (1863–1959), deutscher Leinenfabrikant
- Kracht, Peter (1956–2022), deutscher Journalist und Historiker
- Kracht, Pierre (* 1986), deutscher Eishockeyspieler
- Kracht, Torsten (* 1967), deutscher Fußballspieler
- Kracht, Yvonne (* 1931), niederländische Bildhauerin und Malerin
- Krachten, Christoph (* 1963), deutscher Webvideoproduzent, Journalist und Autor
- Krachten, Stefan (1958–2014), deutscher Schlagzeuger und Musikproduzent

### Kraci
- Kracík, Jaroslav (* 1983), tschechischer Eishockeyspieler

### Krack
- Krack, Carl (1869–1944), deutscher Architekt
- Krack, Erhard (1931–2000), deutscher Politiker (SED), MdV, Minister für bezirksgeleitete und LebensmittelindustrieErhard Krack (1931–2000)

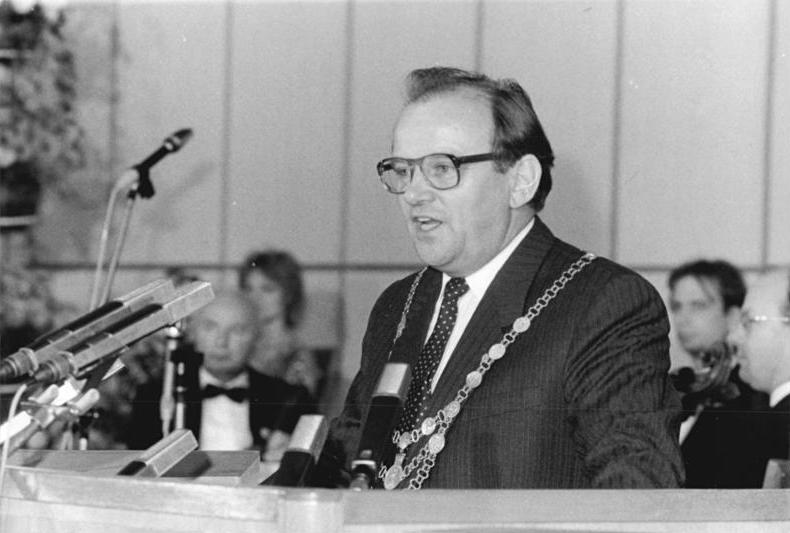
Erhard Krack (1931–2000)

- Krack, Hans-Günter (* 1921), deutscher Schriftsteller
- Krack, Laura, deutsche Kostümbildnerin
- Krack, Mike (* 1972), luxemburgischer Motorsport-Ingenieur und -Manager
- Krack, Otto (1865–1942), Schriftleiter bei für die Zeitung Die Woche
- Krack, Ralf (* 1966), deutscher Rechtswissenschaftler
- Krackau, Bernhard (1703–1753), deutscher evangelisch-lutherischer Geistlicher
- Kracke, Bärbel (* 1962), deutsche pädagogische Psychologin
- Kracke, Friedrich (1851–1939), sächsischer Generalmajor
- Kracke, Hans (1910–1989), deutscher Musiker und Komponist
- Kracke, Helmut (1900–1986), deutscher Versicherungsmathematiker
- Kracke, Peter (1943–1993), deutscher Fußballspieler
- Kracke, Rolf (1932–2010), deutscher Ingenieur
- Kracker von Schwartzenfeldt, Dorotheus (1869–1935), deutscher Diplomat
- Kracker, Charly (1905–1944), deutscher Schauspieler bei Bühne und Film
- Kracker, Johann Lucas (1717–1779), österreichisch-tschechischer Maler des Spätbarock
- Kräcker, Julius (1839–1888), deutscher Politiker (SPD), MdR
- Kräcker, Kurt (1916–1966), deutscher Kommunalpolitiker (SPD)
- Kracker, Tobias (1658–1736), deutscher Bildhauer und Maler
- Kracker-Semler, Josef (* 1911), österreichischer Gebietsführer der Hitlerjugend (HJ) des Reichsgaus Niederdonau
- Krackow, Charlotte (1825–1915), Biografin des Weimarer Hofs
- Krackowizer, Ernst (1821–1875), österreichisch-amerikanischer Mediziner, Chirurg und Revolutionär
- Krackowizer, Ferdinand (1844–1933), österreichischer Archivar und Schriftsteller
- Krackowizer, Ferdinand (1851–1929), österreichischer Arzt, Heimatforscher und Politiker, Landtagsabgeordneter
- Krackowizer, Helmut (1922–2001), österreichischer Motorrad-Rennfahrer und Fachmann für Motorradgeschichte
- Krackowizer, Hermann (1846–1914), österreichischer Architekt
- Krackrügge, Goswin (1803–1881), deutscher Kaufmann und Teilnehmer der Revolution 1848/49

### Kracu
- Kračun, Benjamin (* 1981), britischer Kameramann
- Kracun, Boban (* 1970), österreichischer Fußballspieler
- Kračun, Davorin (* 1950), slowenischer Ökonom und Politiker

### Kracz
- Kraczkowski, Maks (* 1979), polnischer Politiker, Mitglied des Sejm